# 主管特支費
特支費又稱主管特支費，為公務機關「主管職務加給」的舊稱，可在中華民國法律、行政規則中發現此一名詞；依據《所得稅法》第4條第5款適用範圍不僅軍警公教，亦包含勞工（農漁會、農產品批發市場人員）。現今以解釋令函或公文將「主管職務加給」附註「原主管特支費」方式來因應其在法規條文中的舊稱。
另外，特別費常因以往「首長特支費」部分與該特支費混為一談，其實兩者在會計科目下並沒有任何的關聯性。但隨著主管特支費名稱、首長特支費停止適用後，特支費與特別費混淆情形卻更加嚴重。

## 特支費與特別費差異
例如《公教人員婚喪生育補助標準表》，且查閱各法規沿革歷史，皆可發現，舊稱「主管特支費」 已經更名為「主管職務加給」所取代，這部分屬於「人事費」預算科目項目下的「薪水」。然而，特別費卻屬於「業務費」的子科目，必須完全用於公務上。兩者主要差別如下： 
1. 全稱不同：主管特支費（人事費）不等同機關首長特別費（業務費）。
2. 預算／會計科目不同：前者屬於人事費薪水中的主管職務加給，後者機關首長特別費屬於公務上業務費用。
3. 給予對象不同： 前者給予個人屬於薪水，後者給予職位屬於使用權無所有權。
4. 沿革不同：特支費即公務機關「主管特支費」 為舊稱，已經被新稱 「主管職務加給」完全取代。現特支費一詞仍存於農產品批發市場人員費用項目中[11]。